# Mao (juego de naipes)
Mao es un juego de naipes, recomendado para 4 o más jugadores en el que pierde el jugador que consigue una determinada cantidad de puntos. El juego casi siempre se juega con baraja francesa, pero se puede probar con española. En algunos casos y dependiendo de la cantidad de jugadores se puede jugar con dos mazos. Las reglas que aquí se nombran pueden variar mucho según dónde se juegue.
Las reglas consisten en que un jugador baraja, parte el jugador de la izquierda mostrando la carta del mazo que levante, si la carta resulta ser un comodín, podrá quedárselo pero se descontara de las cartas que se le repartan, posteriormente se reparte una a una comenzando de derecha a izquierda hasta completar el número a repartir, el jugador de la derecha tendrá la mano.
La técnica del juego será siempre: Robar, Bajar y Pagar, o bien si no tiene jugadas para bajas solo podrá robar y pagar se paga en un pozo que se coloca junto al mazo de cartas sobrantes, el jugador de la derecha al jugador que pague tendrá preferencia para decidir si tomar la carta pagada o robar del pozo, si decide robar del pozo, el siguiente jugador podrá robar la carta pagada más un "castigo" (una carta del pozo) sin derecho a pagar por ella (descarte), esto sucederá solo antes de que el jugador en turno robe carta del pozo, si esto sucede puede pedir la carta robada al jugador en turno siempre y cuando no la haya observado, cualquier jugador puede robar una carta con castigo.
Para bajar las jugadas deberán completar la combinación indicada arriba "completa" si quedan cartas arriba aun después de bajar se pueden colocar en los juegos que los demás jugadores hayan bajado.

## Variantes
Si echas un 4 tienes que decir "vamo a ser feli, vamo a ser feli, felise lo 4". Si echas un tres tienes que decir "tres tristes tigres comían trigo en un trigal". Si echas un rey tienes que decir "viva España viva el rey viva el orden y la ley". Si echas un dos tienes que decir "choripondis". Hay muchos juegos —y muchas variantes— conocidos como Mao. Una de las familias de variantes más extendidas es una en la que las reglas no deben ser comunicadas a los jugadores, sino que descubiertas por estos. En algunas de estas variantes, los participantes pueden introducir nuevas reglas, ya sea una por participante al inicio del juego o (mucho más frecuente) conforme vayan ganando las sucesivas manos.
Las reglas delineadas a continuación aplican a una variante específica, y pueden no servir como referencia para ninguna otra.
Se deberá confeccionar una tabla con todos los jugadores para anotar los puntajes y se decidirá cuál será el límite de puntos con el que se pierde.
Para iniciar cada mano, un jugador repartirá 5 naipes a todos los jugadores, excepto al que está a su derecha al que le dará 6, dejando luego el mazo en el centro de la mesa. 
En la siguiente mano repartirá el jugador que empezó con 6 naipes en la mano anterior (siempre se sigue sentido antihorario).
También se juega con la variable de dar cinco cartas a cada uno y dar vuelta una carta del mazo cuando todos estén preparados, ya que la velocidad se puede pagar muy caro.

## Cartas especiales
1. El as es una carta que produce grandes problemas pues al terminar la ronda vale 20 puntos.
2. Al tirar un 2, el jugador que le tocaba el siguiente turno deberá recoger dos naipes y no podrá jugar (ver Excepciones).
3. Al tirar un 8 (que puede ser tirado sin restricciones de palo o número) se deberá elegir con qué palo se sigue.
4. Al tirar una J, se salta el turno del siguiente jugador.
5. Al tirar una Q, se saltan dos turnos.
6. Al tirar una K, se cambiará el sentido de la ronda.

## Excepciones
- Si un jugador recibe el ataque de un 2, el jugador atacado puede tirar otro 2 y el que sufrirá el ataque será el jugador a continuación. Similar al caso anterior, el último jugador atacado deberá recoger 2 naipes por cada 2 arrojado.
- En el caso de que se corte con un 2, el jugador atacado (teniendo un 2) podrá defenderse, y en el caso extremo de que todos los jugadores puedan defenderse y el ataque llegara al jugador que cortó se seguirá la mano y el jugador que cortó deberá recoger sus respectivas cartas del mazo.
- Si se corta con una figura, se seguirá jugando hasta que un jugador tire una carta que no sea una figura. En el caso de que el turno vuelva al jugador que cortó, debe robar para seguir jugando.

- Datos: Q1812303